# Jacob Dinesen
Jacob Dinesen (født 25. oktober 1995) er en dansk sanger og guitarist fra Tønder i Sønderjylland. Hans musik er americanarock inspireret af keltisk folkemusik.

## Historie
I 2008 mødte Dinesen den britiske singer-songwriter Allan Taylor, der kom til at fungere som hans mentor.
Hans debutalbum, Count the Ways, udkom i 2015. Det indeholdt sangene "Dancing Devil" og "Will You Stay".
Han slog for alvor igennem i 2016 da det andet studiealbum Brace Against the Storm  udkom et år efter. Albummet blev godt modtaget i musikmagasinet GAFFA. Fra dette album kommer også sangene "Roll with Me" og "Jessie", som blev meget spillet på bl.a. DR P4. Albummet gik direkte ind som nummer 1 på den danske albumhitliste og solgte over 10.000 eksemplarer, hvilket certificerede det guld.
I 2017 spillede han en lang række udsolgte koncerter rundt om i hele landet, og han deltog på flere af årets musikfestivaler som bl.a. Skagen Festival, Nibe Festival og Tønder Festival. I februar var han blandt de nominerede til GAFFA-Prisen 2016 i kategorien Årets nye danske navn.
Hans fjerde studiealbum, Let the Hard Times Come, udkom i september 2020, og det femte, The Joker's Hand, udkom 26. november 2021.
Ved GAFFA-prisen 2022 var Dinesen nomineret til prisen for Årets danske solist, Årets danske sangskriver og hans album The Joker’s Hand var nomineret til Årets danske udgivelse.

## Hæder
Danish Music Awards
| År   | Modtager/nomineret arbejde | Pris                  | Resultat  |
| ---- | -------------------------- | --------------------- | --------- |
| 2017 | Jacob Dinesen              | Årets danske solist   | Nomineret |
| 2017 | Jacob Dinesen              | Årets danske livenavn | Nomineret |

GAFFA-prisen
| År   | Modtager/nomineret arbejde | Pris                     | Resultat  |
| ---- | -------------------------- | ------------------------ | --------- |
| 2016 | Jacob Dinesen              | Årets nye danske navn    | Vundet    |
| 2021 | Let the Hard Times Come    | Årets danske udgivelse   | Nomineret |
| 2021 | Jacob Dinesen              | Årets danske solist      | Nomineret |
| 2021 | Jacob Dinesen              | Årets danske sangskriver | Nomineret |
| 2022 | Jacob Dinesen              | Årets danske solist      | Nomineret |
| 2022 | Jacob Dinesen              | Årets danske sangskriver | Nomineret |
| 2022 | The Joker's Hand           | Årets danske udgivels    | Nomineret |

## Diskografi
- Count the Ways (2015)
- Brace Against the Storm (2016)
- Found It (2018)
- Let the Hard Times Come (2020)
- The Joker's Hand (2021)